# Fascio di circonferenze
In matematica, in particolare geometria euclidea, un fascio di circonferenze è un insieme di infinite circonferenze i cui centri giacciono su una retta (detta retta dei centri o asse centrale), o anche un insieme di infinite circonferenze aventi il medesimo centro. Il fascio è ottenuto utilizzando due circonferenze (dette circonferenze base o generatrici) le cui equazioni, opportunamente parametrizzate, generano l'equazione dell'intero fascio, cioè dalle due generatrici è possibile ottenere le equazioni di tutte le altre circonferenze del fascio.

## Equazione del fascio di circonferenze

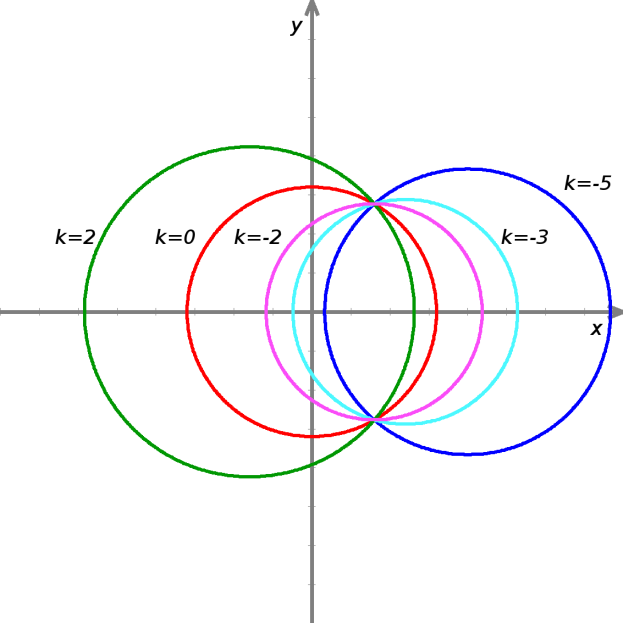
Un fascio di circonferenze aventi in comune due punti. L'equazione del fascio è.

L'equazione del fascio di circonferenze si ottiene tramite la combinazione lineare di due equazioni canoniche della circonferenza:
{\displaystyle \lambda \left(x^{2}+y^{2}+a_{1}x+b_{1}y+c_{1}\right)+\mu \left(x^{2}+y^{2}+a_{2}x+b_{2}y+c_{2}\right)=0}.
Ciascuna circonferenza del fascio è identificata dalla coppia di parametri reali {\displaystyle (\mu ,\lambda )}; le equazioni di partenza si ottengono annullando uno dei due parametri e le circonferenze associate ad esse sono dette circonferenze base (o generatrici) del fascio. La scelta delle generatrici per un dato fascio è comunque arbitraria, e qualunque coppia di circonferenze (distinte) del fascio può essere utilizzata come generatrice. Non è invece possibile annullare entrambi i parametri perché in questo caso l'equazione si trasformerebbe nell'identità {\displaystyle 0=0}.
Se a uno dei parametri viene imposta la condizione di non annullarsi, è possibile ricondurre il fascio ad una equazione con un unico parametro; ad esempio, imponendo {\displaystyle \mu \neq 0} e {\displaystyle k={\frac {\lambda }{\mu }}} si ha:
{\displaystyle k\left(x^{2}+y^{2}+a_{1}x+b_{1}y+c_{1}\right)+\left(x^{2}+y^{2}+a_{2}x+b_{2}y+c_{2}\right)=0}.
Il fascio così ottenuto non è però completo perché manca della circonferenza ottenuta con {\displaystyle \mu =0}. Le proprietà descritte possono essere riassunte dicendo che {\displaystyle (\mu ,\lambda )} è un parametro proiettivo.  Utilizzando il linguaggio della geometria proiettiva, quando si scrive l'equazione del fascio dipendente da un solo parametro {\displaystyle k}, l'altra generatrice corrisponde al valore {\displaystyle k=\infty }, cioè corrisponde al punto all'infinito.

## Riduzione dell'equazione e casi particolari
Poiché i coefficienti quadratici della circonferenza valgono 1, è possibile ridurre l'equazione del fascio a una combinazione lineare tra le equazioni di una circonferenza e di una retta (detta anche circonferenza degenere):
{\displaystyle \lambda _{1}\left(x^{2}+y^{2}+a_{1}x+b_{1}y+c_{1}\right)+\mu _{1}\left(a_{2}x+b_{2}y+c_{2}\right)=0}.
Questa riduzione è sempre possibile se non vale la relazione {\displaystyle {\frac {a_{1}}{a_{2}}}={\frac {b_{1}}{b_{2}}}}; in quest'ultimo caso il fascio è composto di circonferenze concentriche e può essere riscritto come dipendente da un unico parametro:
{\displaystyle x^{2}+y^{2}+ax+by+k=0}.
La riduzione non è possibile anche nel caso in cui {\displaystyle \lambda +\mu =0} (o equivalentemente {\displaystyle k=-1}); in questo caso il fascio originario degenera in una retta.

## Asse centrale, asse radicale e punti base
Nel caso di fascio di circonferenze non concentriche, i centri di tutte le circonferenze del fascio giacciono sulla medesima retta chiamata asse centrale.
I punti comuni a tutte le circonferenze del fascio (anche quelle degeneri) sono detti punti base del fascio. Un fascio di circonferenze può avere due, uno o nessun punto base. Le coordinate dei punti base si trovano mettendo a sistema le equazioni delle due circonferenze generatrici (o di due qualunque circonferenze distinte del fascio).
L'asse radicale è la retta la cui equazione si ottiene dalla sottrazione membro a membro delle due equazioni delle circonferenze generatrici (o di qualunque due circonferenze distinte del fascio). L'asse radicale risulta sempre perpendicolare all'asse centrale e passa per i punti base, nel caso essi siano presenti. Nel caso di circonferenze concentriche l'asse radicale non esiste. Esprimendo il fascio come combinazione lineare di una retta e una circonferenza, la retta generatrice risulta essere l'asse radicale del fascio, mentre l'asse centrale è la retta perpendicolare alla retta generatrice e passante per il centro della circonferenza generatrice.

## Classificazione dei fasci di circonferenze
I fasci di circonferenze possono essere classificati usando i centri e i punti base. Ci sono quattro tipologie di fascio:
- Circonferenze concentriche: tutte le circonferenze del fascio hanno lo stesso centro, non esistono asse radicale né punti base.
- Circonferenze esterne: tutte le circonferenze del fascio hanno centri distinti ma giacenti sulla stessa retta (asse centrale), non esistono punti base.
- Circonferenze tangenti: tutte le circonferenze del fascio hanno centri distinti ma giacenti sulla stessa retta (asse centrale) e sono tangenti tra loro (internamente o esternamente) nello stesso punto (unico punto base del fascio) e alla stessa retta (asse radicale).
- Circonferenze secanti: tutte le circonferenze del fascio hanno centri distinti ma giacenti sulla stessa retta (asse centrale) e sono secanti in due punti comuni (i due punti base del fascio), l'asse radicale è la retta secante, cioè quella passante per tali due punti.

Per classificare un fascio è sufficiente quindi studiare la posizione reciproca di due qualunque circonferenze distinte del fascio, ad esempio la posizione reciproca delle generatrici.